# 宇田正
宇田 正（うだ ただし、1932年2月24日 - ）は、日本の経営史学者、追手門学院大学名誉教授。
大阪市生まれ。大阪大学文学部・法学部卒。大同生命保険相互会社本社勤務のあと大阪大学文学部事務官を経て同経済学部助手。1966年追手門学院大学経済学部専任講師。助教授、教授、同大学付属図書館長・評議員・経済学研究科長。2006年定年退職、名誉教授。1996年「近代日本と鉄道史の展開」で経済学博士（大阪大学）。宮本又次に師事した。

## 著書
- 『近代日本と鉄道史の展開』日本経済評論社 鉄道史叢書 1995
- 『鉄道日本文化史考』思文閣出版 2007

### 共編著
- 『宮本又次史学館』藤田貞一郎共編 思文閣出版 1984
- 『民鉄経営の歴史と文化 西日本編』武知京三,浅香勝輔共編 古今書院 1995
- 『京都滋賀鉄道の歴史』田中真人,西藤二郎共著 京都新聞社 1998
- 『新しい大阪の歴史像を求めて』畠山秀樹共編 嵯峨野書院 1999
- 『歴史都市圏大阪への新接近』畠山秀樹共編著 嵯峨野書院 2001
- 『日本鉄道史像の多面的考察』畠山秀樹共編著 日本経済評論社 2013

## 論文
- 宇田正 - CiNii